# 1172 en santé et médecine
| Années de la santé et de la médecine : 1169 - 1170 - 1171 - 1172 - 1173 - 1174 - 1175    |
| Décennies de la santé et de la médecine : 1140 - 1150 - 1160 - 1170 - 1180 - 1190 - 1200 |

Cet article présente les faits marquants de l'année 1172 en santé et médecine.

## Événements
- Consécutive à un raz-de-marée, une épidémie fait « une grande quantité de victimes » dans le diocèse de Léon en Bretagne[1].
- « À Venise, un tribunal spécial [est] chargé de l'inspection des drogues et un capitolare medicorum et speciatorum [doit] assister à toutes les préparations d'un certain prix[2] ».
- 1171-1172 : la peste qui sévit à Constantinople se répand à Venise, rapportée par les navires du doge Vital II Michele[3].

## Fondations
- Fondation du couvent cistercien de Holme au Danemark, où des fouilles mettront au jour « toutes sortes d'instruments chirurgicaux » et des squelettes qui « portent trace de trépanation, réduction et appareillage de fractures, perforation d'os à fin de drainage[4] ».
- Fondation par Diarmait mac Cormaic, roi de Desmond, en Irlande, du monastère cistercien de Fons Vivus, probablement doté d'une léproserie[5].
- Une maison-Dieu, fondée par Henri Ier, comte de Champagne, et destinée à l'hébergement des pèlerins de Compostelle, est attestée à Vitry[6].

## Naissance
- Ibn al-Kifti (mort en 1249), vizir du sultan d'Alep, Malik an-Naser, et historien dont, selon  Dechambre, « les écrits attestent qu'il était initié à la science médicale[7] ».